# Argonaut (Schiff, 1967)
Die HMS Argonaut (F56) war eine Fregatte der Leander-Klasse der Royal Navy (Vereinigtes Königreich). Der Name kommt aus dem Griechischen und bedeutet „Schnellfahrer“. Er bezieht sich auf die Argonautensage.

## Geschichte
Sie wurde von Hawthorn, Leslie & Company in Hebburn gebaut. Am 8. Februar 1966 lief sie vom Stapel. Die Argonaut geleitete im ersten Einsatzjahr die Queen Mary auf ihrer letzten Atlantiküberquerung vor dem Umbau zu einem schwimmenden Hotel. 1971 nahm sie an der Operation „Beira Patrol“ teil, mit der Öllieferungen nach Rhodesien über Mosambik verhindert werden sollten. Die Argonaut musste 1974 britische Zivilisten nach der türkischen Invasion Zyperns evakuieren. Zwischen 1976 und 1980 wurde sie einer Modernisierung unterzogen. 1981 wurde sie für die Armilla Patrol im Persischen Golf bereitgestellt. Im Falklandkrieg 1982 griffen A-4 Skyhawks der argentinischen Luftwaffe die Argonaut an und beschädigten sie schwer. Drei Menschen kamen dabei ums Leben. Am 26. Juni 1982 kehrte sie nach Devonport zur Reparatur zurück. Am 31. März 1993 wurde die Argonaut außer Dienst gestellt, zwei Jahre später dann abgewrackt.